# Skälvums kyrka
Skälvums kyrka är en kyrkobyggnad som sedan 2010 tillhör Husaby församling (tidigare i Skälvums församling) i Skara stift. Den ligger i kyrkbyn Skälvum i Götene kommun.

## Kyrkans läge
Tomtfiguren utgörs i östligaste delen av en flack åshöjning vilken skjuter ut i den omgivande leråkern. Vid en markundersökning av kyrkans kor och absid i samband med byggnadens restaurering år 1961, konstaterades att kyrkans grund inte når ner till den orörda marknivån, utan är anlagd på en 1,5 meter djup svart kulturjord från bebyggelse äldre än kyrkan. I detta kulturlager längst in i absiden påträffades på 80 centimeters djup en yxa av järn av sen vikingatyp, samt en 8 x 7 centimeter stor mynningskantskärva till ett ornerat lerkärl också från sen vikingatid. I lagrets ytskikt anträffades hela sargstycket till kyrkans ursprungliga romanska högaltare i helt och oskadat skick. Vikingatidsfynden och kulturjordslagret utvisar att den intill liggande Torsgården vid 1100-talets början avstått ungefär hälften av sin då sedan länge utnyttjade tomtmark till kyrkans anläggning. Avståndet mellan kyrkans västtorn och Torsgårdens manbyggnad, som bör stå på samma plats som sina föregångare, är endast 25 meter.

## Kyrkobyggnaden
Byggnaden är till stora delar orörd sedan den uppfördes på 1100-talet. Dessutom har interiören en ovanlig och rik skulptural dekoration.

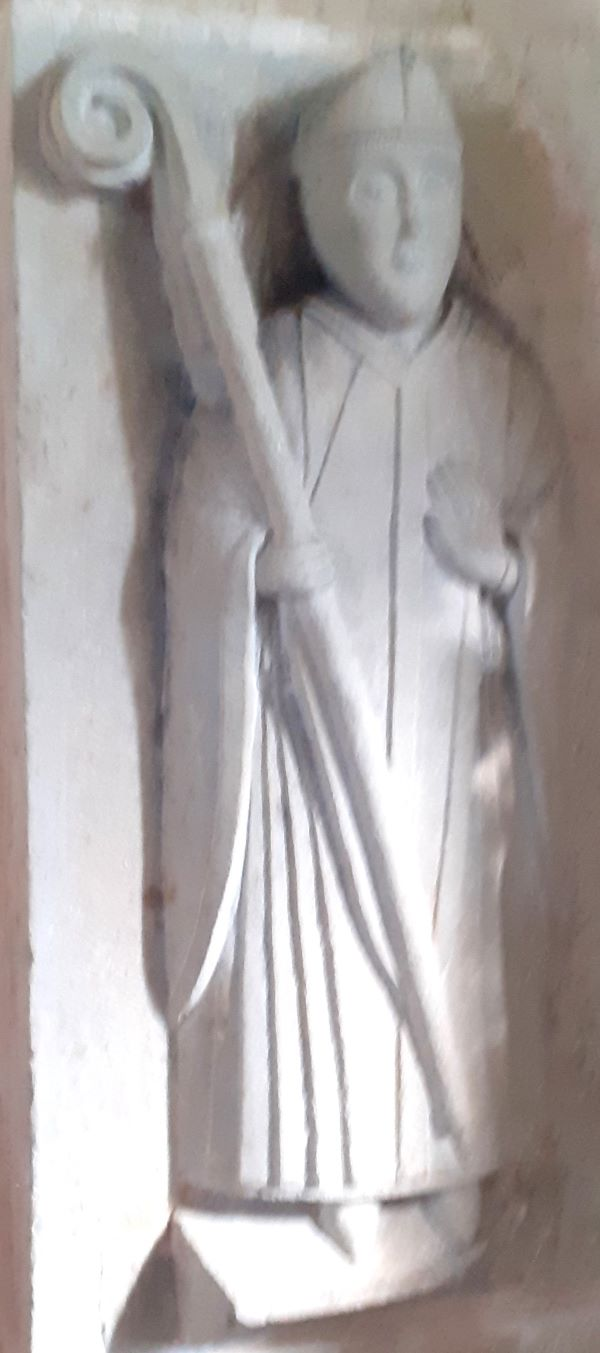
Biskop, högrelief

### Långhus, kor och absid
Den byggdes av huggen sandsten på 1100-talet i romansk stil och är en av de få relativt orörda kyrkbyggnader. Av de förändringar som skett i senare tid är att den södra portalen igenmurats och att de ursprungligt rundbågiga fönsteröppningarna har blivit utbytta mot betydligt större.    
Datering av trävirket pekar på att kyrkan tillkom omkring år 1172. Byggnaden representerar de tidiga mycket välarbetade kvadrarna av sandsten som bildar de tunna murarna, liksom en rik arkitektonisk form och en kvalificerad ornamentering. Murarna är uppförda på en smal skråkantad sockel och sammansatta med ett tunt lager kalkbruk i de smala fogarna. De finhuggna rektangulära blocken ger murarna en enhetlig fasad. I sammanhanget bör noteras att hela kyrkans södra yttre skal i skalmuren varit nedtagen vid en restaurering och återbyggts till viss del med nyhuggna sandstenskvadrar. Murarna i långhus, kor och absid ligger i förband med varandra och är alltså uppbyggda vid samma tillfälle. Tornet däremot stöter stumt mot långhuset och rider på västra gavel. Av fönstren är bara det i korets östra mur bevarat intakt på sin gamla plats. Fönstret är rundbågigt med en inåt skrånande nisch.. Kryssvalven i långhuset slogs på 1200-talet och kalkmålningarna är från mitten av 1600-talet.

### Torn
Tornet på långhusets västra sida har uppförts senare men visar ändå romanska drag. Sockeln som löper runt långhus och kor saknas längs långhusets västra gaveln. Detta beror förmodligen på att man i den ursprungliga byggnadsplanen avsett att uppföra ett torn vilket också strax skedde. Tornet visar samma karaktäristiska sandstenskvadrar som den övriga anläggningen. Översta våningen är försedd med dubbla rundbågiga ljudöppningar med mittkolonetter och torde även tillhöra 1100-talet . Portalen på tornets västra sida är lika omsorgsfullt utformad med mejsel och bredhacka som långhusets detaljer.
Tornportalens tympanonfält har inskriften Othelric me fecit och har förmodligen suttit på södra portalen och nmurades i tornet omkring år 1900. Vid slutet av 1800-talet var stenen inmurad på kyrkans utsidan i marknivå. Själva bilden har tolkats som kristus på himmelrikets tron med handen lyft till välsignelse, omgiven av evangelistsymbolerna för Johannes och Matheus, ängel och örn. Temat är vanligt förekommande över kyrkornas ingångsdörrar.

## Interiör och inventarier

### Altare
Det ursprungliga högaltaret är försedd med skulpterade hörnkolonetter och själva altarskivan som påträffades nedgrävd under triumfbågen är försedd med relikgömma. Altaret blev på 1700-talet ersatt av ett mycket enklare i trä. Efter att delarna från det ursprungliga altaret kommit till rätta har detta återuppsatts på sin forna plats.   

### Triumfbåge
Den intakta triumfbågen är relativt bred och försedd med palmettornament på södra anfangslisten. Utformningen är nästan exakt samma som i Kinne-Vedums kyrka. 

### Skulptur av biskop
Vid väggen intill triumfbågen finns en skulperad sten föreställande en biskop iklädd mässkrud, med mitra och kräkla.

### Reliefplatta

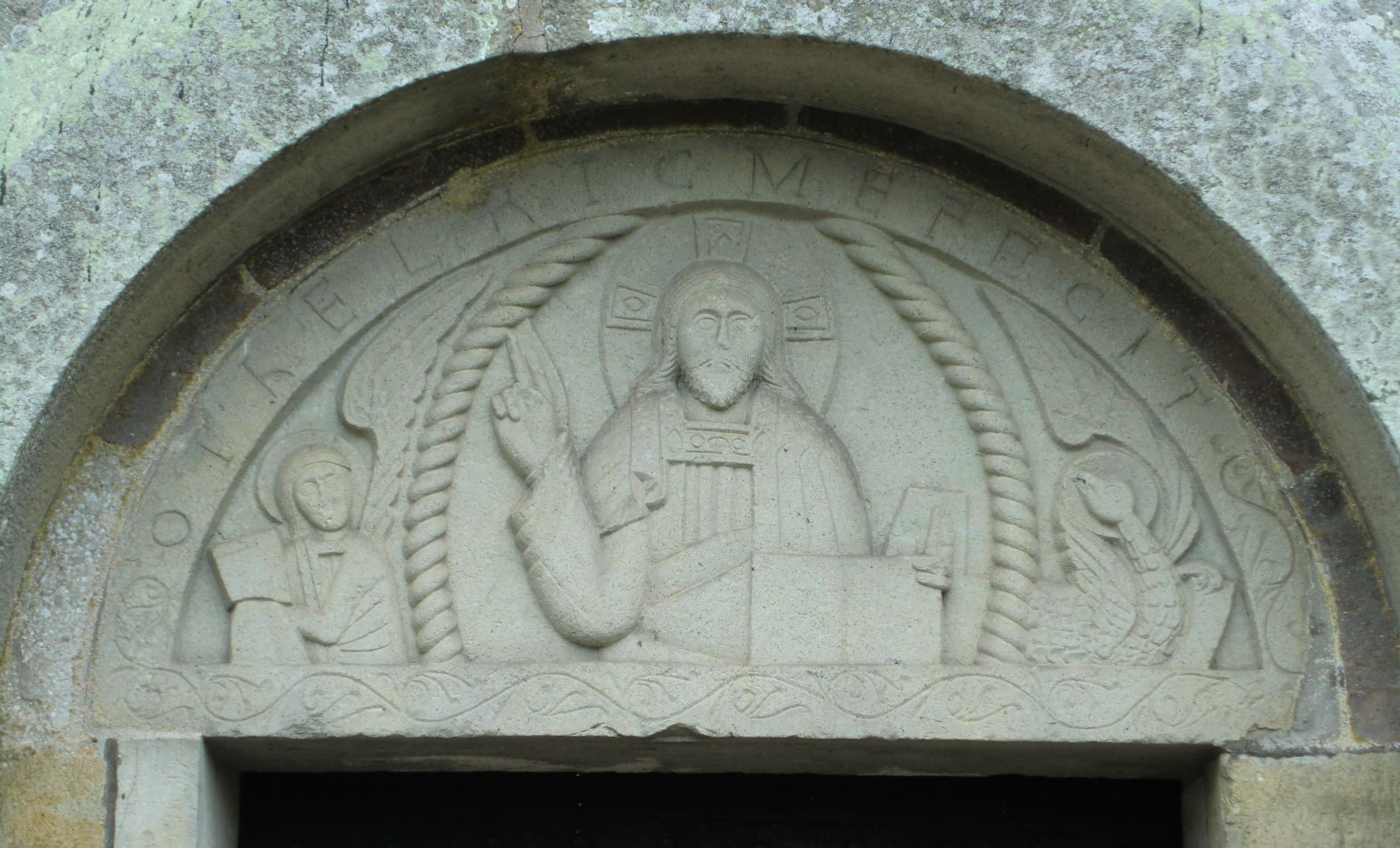
Othelrics signerade relief med palmettranka i bården.

Av särskilt intresse är ett skulperat block som varit inmurat under korfönstret. Reliefplattan är försedd med fyra rektangulära figurfält som innehåller två änglar i mantar och med bok handen, ett lejon, samt en människa i en obekväm ställning. Reliefen kan möjligen föreställa Daniel i lejongropen; Daniel i fallande ställning till vänster med ett lejon till höger, samt ovan de båda ärkeänglarna Gabriel och Mikael som särskilt omnämns i Danels bok. Spekulationer har förts angående stenens funktion. Förmodligen kan den ha utgjort framsidan av ett altarbord och då möjligen ett lekamanna-altare som varit placerat i triumfbågen.

### Arkitektonisk reliefsten
En annan märklig sten förvaras i kyrkan och har i relief två kolonner med kapitäl som uppbär en rundbåge. Kolonnernas avslutning upptill utgörs av torn med huv. Denna sten påträffades vid en restaurering högt uppr i tornet.

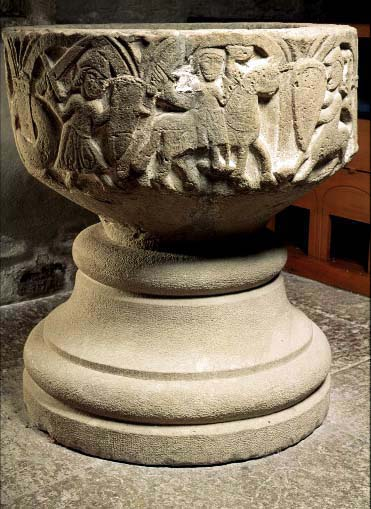
Dopfunten är från 1100-talets andra hälft och gjord i sandsten. Den har spår av kredering (troligen varit målad).

### Dopfunt
I kyrkan finns skålen kvar från den gamla dopfunten. Den är av sandsten och har uttömningshål. Själva foten saknas och den återstående skålen är sprucken och hålls ihop av ett järnband. Den är försedd med figurer i relief i en rad av åtta arkader, som tillsammans bilda tre grupper. Den ena framställe Kristi dop, de andra är en strid mellan en med svärd beväpnad ryttare tillsammans med en krigare till fots och en centauer, samt strid mellan en man med svärd och sköld och en tvåbent drake med vingar. Reliefen är svårt skadad genom vittring så att de flesta detaljer såsom ansikten och dräkter utplånats. Skålen har under lång tid missvårdats och förvarades på 1870-talet utomhus på kyrkogården. Dopfunten visar släktskap med de i Källby, Skeby, Norra härene, Sävare, Härjevad, Flakeberg och Hornborga kyrka, och det antas att samme stenmästare har tillverkat dem.

## ByggmästarenOthelric
Skulpturerna och dopfunten visar en avgjord släktskap med tympanonfältet som signerats Othelric me fecit (Otelrik gjorde mig). Man har antagit att denne stenmästare var av lågtysk börd av namnet att döma, men med en konstnärlig utbildning från England. Hans verksamhetstid beräknas ligga mellan 1140 och 1170-talet. Det antas han först arbetat vid bygget av Skara domkyrka och efter dettas fullbordan utfört den dekorativa utsmyckningen i Skälvum. Troligen är han också hela kyrkans byggmästare. Efter att arbetet vid kyrkan slutförts har han uppfört tornet i Kinne-Vedums kyrka. Här återfinns samma anfangslist i tornbågen som i Skälvums triumfbåge. Man antar att han därefter varit sysselsatt med att utforma dopfuntar och haft sin verksamhet förlagd till ett stenbrott på Kinnekulles södra sluttning. De sista spåren av hans verk är i detaljer från byggandet av Gudhems kloster som fullbordades omkring år 1172.

## Bilder

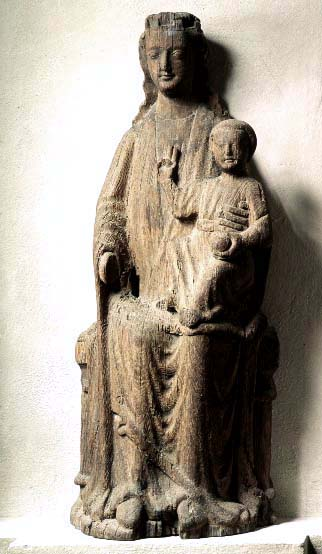
Madonna från mitten av 1200-talet.
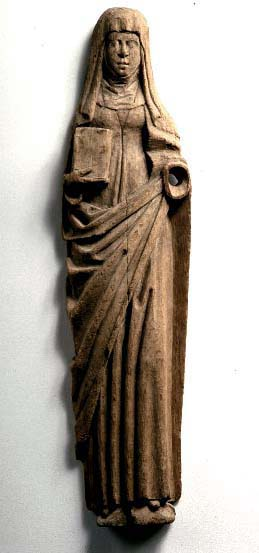
Heliga Birgitta, sent 1400-tal, nu på SHM i Stockholm.
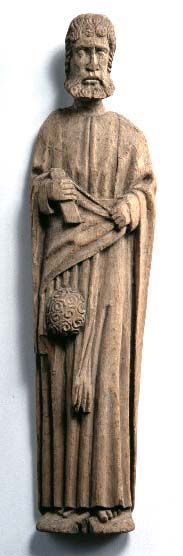
Bartolomaios, sent 1400-tal (SHM)
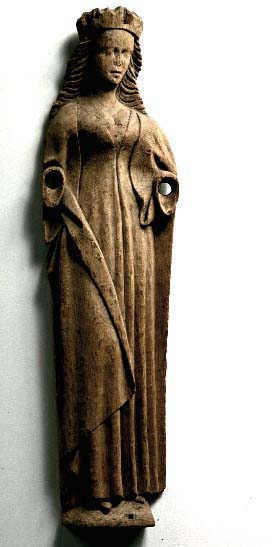
Krönt helgon, sent 1400-tal (SHM)